# Fondachello (Mascali)
Fondachello (Funnacheḍḍu in siciliano) è una frazione di Mascali, da cui dista 1,5 chilometri.

## Storia
Fondachello deve l'origine del suo nome ad un piccolo fondaco che fungeva da punto di sosta per i viandanti della fascia litoranea.
Il territorio costiero della piana di Mascali, tuttavia, non è mai stato oggetto in passato di una profonda urbanizzazione; il motivo principale è da ricercarsi nelle condizioni ambientali del luogo, poco adatte a favorire gli insediamenti umani. La zona, infatti, era caratterizzata dalla presenza del cosiddetto "Lago di Mascali", un'ampia area paludosa che si estendeva da Marina di Cottone, nel territorio di Fiumefreddo, all'odierna località di Sant'Anna, le cui acque malariche e stagnanti furono particolarmente rese maleodoranti per il corso di un secolo e mezzo, a causa di un conetto vulcanico che eruttava magma solforoso, comparso nel tratto cosiddetto "della Gurna", a seguito del catastrofico terremoto del 1693 e svanito nel 1847 dopo un altro sisma.
È dunque comprensibile il motivo per cui, fino alla metà del XIX secolo, Fondachello, ancora un borgo rurale dotato di una piccola chiesa, fosse ubicato in campagna, in una posizione più interna rispetto all'attuale abitato costiero (1 km circa a nord-ovest).
Risulta quindi evidente l'importanza assunta dall'opera di bonifica del territorio, realizzata tra la fine dell''800 e gli inizi del '900 per volontà dei proprietari del luogo, i principi Gravina di Palagonia, i quali permisero la migrazione della popolazione di Fondachello dal borgo rurale alla marina, contribuendo a realizzare una trasformazione non solo ambientale, ma anche umana ed economica: da comunità di contadini a comunità di pescatori.
A partire dagli anni del boom economico, il paese è stato al centro di una speculazione edilizia non indifferente, vista la posizione geografica favorevole e alcuni chilometri di litorale pianeggiante composto prevalentemente da ciottoli.

## Economia

### Turismo
In estate Fondachello è meta di turismo provinciale per la spiaggia di ciottoli e i numerosi stabilimenti balneari.
La località fa inoltre parte di un percorso cicloturistico che parte dalla frazione ripostese di Torre Archirafi e termina nei pressi del fiume Alcantara.